# آنا ماريا تاتيو
آنا ماريا تاتيو (بالإيطالية: Anna Maria Tatò)‏ هي مخرجة أفلام إيطالية ولدت في يوم 19 أبريل 1940 في مدينة بارليتا في إيطاليا، أبرز الأفلام التي أخرجتها هو Marcello Mastroianni: I Remember مع مارسيلو ماستروياني زوجها، وألذي عرض في مهرجان كان السينمائي في سنة 1997.

## روابط خارجية
- آنا ماريا تاتيو على موقع IMDb (الإنجليزية)
- آنا ماريا تاتيو على موقع ألو سيني (الفرنسية)
- آنا ماريا تاتيو على موقع أول موفي (الإنجليزية)
- آنا ماريا تاتيو على موقع قاعدة بيانات الفيلم (الإنجليزية)
- آنا ماريا تاتيو على موقع كينوبويسك (الروسية)